# Burns (Kansas)
Burns è un comune degli Stati Uniti d'America, situato nello Stato del Kansas, nella contea di Marion.